# Hodnost matice
Hodnost je termín z lineární algebry. Hodnost matice označuje {\displaystyle {\boldsymbol {A}}} dimenzi vektorového prostoru generovaného sloupci {\displaystyle {\boldsymbol {A}}}, což odpovídá maximálnímu počtu jejích lineárně nezávislých sloupců. Lze ukázat, že hodnost matice je rovna dimenzi vektorového prostoru generovaného jejími řádky, čili maximálnímu počtu lineárně nezávislých řádků. 
Hodnost matice je jednou z jejích základních charakteristik. Hodnost odpovídá míře „nedegenerovanosti“ příslušné soustavy lineárních rovnic, resp. lineárního zobrazení. 
Hodnost se běžně označuje jako {\displaystyle \operatorname {rank} ({\boldsymbol {A}})}, v české literatuře i {\displaystyle h({\boldsymbol {A}})}. Je-li parametrem jen jedna matice, není třeba psát závorky: {\displaystyle \operatorname {rank} {\boldsymbol {A}}}.

## Definice
Pro matici {\displaystyle {\boldsymbol {A}}} typu {\displaystyle m\times n} s prvky z libovolného tělesa {\displaystyle K} (např. reálných či komplexních čísel) je
- Sloupcová hodnost matice {\displaystyle {\boldsymbol {A}}} rovna dimenzi jejího sloupcového prostoru, neboli podprostoru {\displaystyle K^{m}} generovaného sloupci matice {\displaystyle {\boldsymbol {A}}}.

- Řádková hodnost matice {\displaystyle {\boldsymbol {A}}} rovna dimenzi jejího řádkového prostoru, neboli podprostoru {\displaystyle K^{n}} generovaného transpozicemi řádků matice {\displaystyle {\boldsymbol {A}}} (řádky jsou transponovány, protože aritmetické vektory jsou obvykle sloupcové).

Jak je naznačeno v odstavcích o výpočtu hodnosti Gaussovou eliminací nebo o hodnostním rozkladu, sloupcová a řádková hodnost matice definované nad  tělesem se vždy shodují, a proto se označuje jako hodnost matice {\displaystyle {\boldsymbol {A}}}. Další ekvivalentní definice hodnosti jsou uvedeny v sekci Alternativní definice.
O matici {\displaystyle {\boldsymbol {A}}} typu {\displaystyle m\times n} se říká, že má plnou hodnost, pokud {\displaystyle \operatorname {rank} {\boldsymbol {A}}=\min\{m,n\}}, čili pokud má nejvyšší možnou hodnost mezi maticemi stejných rozměrů.
Podobně lze definovat i hodnost lineárního zobrazení {\displaystyle f} jako dimenzi jeho oboru hodnot:    
{\displaystyle \operatorname {rank} (f)=\dim(\operatorname {img} (f))},
kde symbol {\displaystyle \dim } značí dimenzi vektorového prostoru a {\displaystyle \operatorname {img} } značí obor hodnot zobrazení.

### Ukázky
Reálná matice
{\displaystyle {\begin{pmatrix}1&0&1\\-2&-3&1\\3&3&0\end{pmatrix}}}
má (sloupcovou) hodnost 2: První dva sloupce jsou lineárně nezávislé, takže hodnost je alespoň 2. Třetí sloupec je lineární kombinací prvních dvou (první mínus druhý), a tak jsou všechny tři sloupce lineárně závislé a hodnost je menší než 3. Podobně je i řádková hodnost rovna dvěma, např. protože poslední řádek je nezávislý na prvním, ale prostřední je jejich rozdílem. 
Reálná matice
{\displaystyle {\boldsymbol {A}}={\begin{pmatrix}1&1&0&2\\-1&-1&0&-2\end{pmatrix}}}
má hodnost 1: Matice obsahuje i nenulové sloupce, takže hodnost je kladná, ale kterákoli dvojice sloupců je lineárně závislá. 
Matice k ní transponovaná
{\displaystyle {\boldsymbol {A}}^{\mathrm {T} }={\begin{pmatrix}1&-1\\1&-1\\0&0\\2&-2\end{pmatrix}}}
má také hodnost 1, protože první sloupec je netriviální a druhý sloupec je jeho (-1)-násobek. Sloupcové vektory matice {\displaystyle {\boldsymbol {A}}} jsou řádkové vektory její transpozice {\displaystyle {\boldsymbol {A}}^{\mathrm {T} }}, a proto je tvrzení, že sloupcová hodnost matice se rovná její řádkové hodnosti, ve skutečnosti ekvivalentní tvrzení, že hodnost matice se nezmění při transpozici, tj. {\displaystyle \operatorname {rank} {\boldsymbol {A}}=\operatorname {rank} ({\boldsymbol {A}}^{\mathrm {T} })}.

## Výpočet hodnosti

### Gaussova eliminace
Jednoduchým postupem k nalezení hodnosti matice je její redukce na řádkově odstupňovaný tvar pomocí elementárních řádkových úprav. Řádkové úpravy nemění řádkový prostor a proto nemění ani jeho dimenzi. Protože jsou elementární řádkové úpravy invertibilní, zobrazují sloupcový prostor na izomorfní prostor, a tudíž zachovávají dimenzi sloupcových prostorů. Nenulové řádky matice v odstupňovaném tvaru jsou lineárně nezávislé, a proto je hodnost rovna jejich počtu, resp. počtu pivotů. Sloupce s pivoty jsou ze stejného důvodu lineárně nezávislé, generují ostatní nenulové sloupce a proto i celý sloupcový prostor. 

### Ukázka
Reálnou matici 
{\displaystyle {\boldsymbol {A}}={\begin{pmatrix}1&2&1\\-2&-3&1\\3&5&0\end{pmatrix}}}
lze převést do řádkově odstupňovaného tvaru pomocí následujících elementárních ekvivalentních řádkových úprav:
{\displaystyle {\begin{aligned}{\begin{pmatrix}1&2&1\\-2&-3&1\\3&5&0\end{pmatrix}}&\xrightarrow {2R_{1}+R_{2}\to R_{2}} {\begin{pmatrix}1&2&1\\0&1&3\\3&5&0\end{pmatrix}}\xrightarrow {-3R_{1}+R_{3}\to R_{3}} {\begin{pmatrix}1&2&1\\0&1&3\\0&-1&-3\end{pmatrix}}\\&\xrightarrow {R_{2}+R_{3}\to R_{3}} \,\,{\begin{pmatrix}1&2&1\\0&1&3\\0&0&0\end{pmatrix}}\xrightarrow {-2R_{2}+R_{1}\to R_{1}} {\begin{pmatrix}1&0&-5\\0&1&3\\0&0&0\end{pmatrix}}~.\end{aligned}}}
Výsledná matice v řádkově odstupňovaném tvaru má dva nenulové řádky, a tudíž jsou hodnost výsledné matice i hodnost původní matice {\displaystyle {\boldsymbol {A}}} rovny 2.

### Numerické záležitosti
U výpočtů s plovoucí desetinnou čárkou na počítačích může být základní Gaussova eliminace (LU rozklad) numericky nespolehlivá. Účinnou alternativou je singulární rozklad (SVD). Výpočetně jednodušší možností je výpočet QR rozkladu s pivotováním, který je numericky stabilnější než Gaussova eliminace. Při numerických výpočtech hodnosti je třeba zavést kritérium, podle kterého se má s dostatečně hodnotou zacházet jako s nulou (např. se singulární hodnotou ze SVD rozkladu). Volba vhodného kritéria závisí jak na matici, tak na aplikaci.

## Alternativní definice
Ve všech definicích v této části je matice {\displaystyle {\boldsymbol {A}}} brána jako matice typu {\displaystyle m\times n} nad libovolným tělesem {\displaystyle T} .

### Dimenze obrazu
Dané matici {\displaystyle {\boldsymbol {A}}} odpovídá lineární zobrazení {\displaystyle f:T^{n}\to T^{m}} definované vztahem {\displaystyle f({\boldsymbol {x}})={\boldsymbol {Ax}}}. Hodnost matice {\displaystyle {\boldsymbol {A}}} je dimenze obrazu prostoru {\displaystyle T^{n}} v zobrazení {\displaystyle f}. Uvedeným způsobem lze definovat hodnost lineárního zobrazení, aniž by bylo třeba volit matici tohoto zobrazení.

### Hodnost pomocí nulity
Hodnost lineárního zobrazení {\displaystyle f} jako v předchozím odstavci je podle věty o dimenzích jádra a obrazu rovna rozdílu {\displaystyle n} a dimenze jádra {\displaystyle f}.  

### Hodnostní rozklad
Hodnost {\displaystyle {\boldsymbol {A}}} je nejmenší celé číslo {\displaystyle k} takové, že {\displaystyle {\boldsymbol {A}}} lze rozložit na součin  {\displaystyle {\boldsymbol {A}}={\boldsymbol {CR}}}, kde {\displaystyle {\boldsymbol {C}}} je matice typu {\displaystyle m\times k} a {\displaystyle {\boldsymbol {R}}} je matice typu {\displaystyle k\times n}. 
Uvedený součin {\displaystyle {\boldsymbol {A}}={\boldsymbol {CR}}} se nazývá hodnostní rozklad matice {\displaystyle {\boldsymbol {A}}}. Pro  každé celé číslo {\displaystyle k} jsou totiž ekvivalentní následující podmínky:
1. sloupcová hodnost matice {\displaystyle {\boldsymbol {A}}} je nejvýše {\displaystyle k},
2. existuje {\displaystyle k} sloupcových vektorů {\displaystyle {\boldsymbol {c}}_{1},\ldots ,{\boldsymbol {c}}_{k}} délky {\displaystyle m} takových, že každý sloupec {\displaystyle {\boldsymbol {A}}} je lineární kombinací {\displaystyle {\boldsymbol {c}}_{1},\ldots ,{\boldsymbol {c}}_{k}} ,
3. existují matice {\displaystyle {\boldsymbol {C}}} typu {\displaystyle m\times k} a matice {\displaystyle {\boldsymbol {R}}} typu {\displaystyle k\times n} takové, že {\displaystyle {\boldsymbol {A}}={\boldsymbol {CR}}},
4. existuje {\displaystyle k} řádkových vektorů {\displaystyle {\boldsymbol {r}}_{1},\ldots ,{\boldsymbol {r}}_{k}} délky {\displaystyle n} takových, že každý řádek {\displaystyle {\boldsymbol {A}}} je lineární kombinací {\displaystyle {\boldsymbol {r}}_{1},\ldots ,{\boldsymbol {r}}_{k}},
5. řádková hodnost matice {\displaystyle {\boldsymbol {A}}} je nejvýše {\displaystyle k}.

Ekvivalence lze přímočaře dokázat z dílčích vztahů: {\displaystyle (1)\Leftrightarrow (2)\Leftrightarrow (3)\Leftrightarrow (4)\Leftrightarrow (5)}. Např. pro důkaz implikace {\displaystyle (2)\Rightarrow (3)} se {\displaystyle {\boldsymbol {C}}} sestaví ze sloupců {\displaystyle {\boldsymbol {c}}_{1},\ldots ,{\boldsymbol {c}}_{k}} a pro {\displaystyle (3)\Rightarrow (2)} se za {\displaystyle {\boldsymbol {c}}_{1},\ldots ,{\boldsymbol {c}}_{k}} vezmou sloupce matice {\displaystyle {\boldsymbol {C}}}.
Ekvivalence {\displaystyle (1)\Leftrightarrow (5)} odpovídá již zmíněnému tvrzení, že řádková a sloupcová hodnost matice {\displaystyle {\boldsymbol {A}}} se shodují.
Podobně jako v definici hodnosti pomocí dimenze  „dimenze obrazu“ lze uvedený přístup zobecnit na definici hodnosti libovolného lineárního zobrazení {\displaystyle f:U\to V} jako nejmenší dimenzi {\displaystyle k} meziprostoru {\displaystyle W} takového, že {\displaystyle f} lze zapsat jako složení zobrazení {\displaystyle U\to W} a zobrazení {\displaystyle W\to V}. Uvedená definice ovšem neposkytuje efektivní návod pro výpočet hodnosti lineárního zobrazení.

### Hodnost pomocí singulárních hodnot
Hodnost {\displaystyle {\boldsymbol {A}}} je rovna počtu nenulových singulárních hodnot, což odpovídá  počtu nenulových diagonálních prvků v matici {\displaystyle {\boldsymbol {\Sigma }}} ze singulárního rozkladu {\displaystyle {\boldsymbol {A}}={\boldsymbol {U\Sigma V}}^{*}}.

### Hodnost pomocí determinantu – řád největšího nenulového minoru
Hodnost matice {\displaystyle {\boldsymbol {A}}} je rovna řádu největšího nenulového subdeterminantu (minoru) {\displaystyle {\boldsymbol {A}}}. (Řád subdeterminantu se shoduje s řádem čtvercové podmatice, z níž je vypočten.) Stejně jako definice hodnosti pomocí rozkladu neposkytuje ani tato efektivní způsob výpočtu hodnosti, ale je užitečná teoreticky: Řád každého nenulového minoru je dolním odhadem hodnosti matice.
Podmatice řádu {\displaystyle k} má nenulový determinant právě když je regulární, čili řádky a sloupce této podmatice jsou lineárně nezávislé. Odpovídající řádky a sloupce původní matice jsou také lineárně nezávislé, takže (řádková i sloupcová) hodnost je větší nebo rovna hodnosti definované pomocí minorů. Pro opačnou nerovnost je třeba z matice {\displaystyle {\boldsymbol {A}}} vybrat {\displaystyle k} jejích lineárně nezávislých sloupců a {\displaystyle k} lineárně nezávislých řádků. Čtvercová podmatice řádu {\displaystyle k} určená výběrem indexů těchto řádků a sloupců je regulární a tudíž má nenulový determinant.

### Tenzorová hodnost
Hodnost matice {\displaystyle {\boldsymbol {A}}} je nejmenší přirozené číslo {\displaystyle k} takové, že {\displaystyle {\boldsymbol {A}}} lze zapsat jako součet  {\displaystyle k} matic hodnosti 1. Na matici hodnosti 1 se zde nahlíží jako na jednoduchý tenzor, což je nenulový maticový součin {\displaystyle {\boldsymbol {cr}}^{\mathrm {T} }} "sloupcového" vektoru {\displaystyle {\boldsymbol {c}}} a "řádkového" vektoru {\displaystyle {\boldsymbol {r}}^{\mathrm {T} }}. 

## Vlastnosti
Pokud není uveden jiný předpoklad, platí následující tvrzení pro matici {\displaystyle {\boldsymbol {A}}} typu {\displaystyle m\times n} nad tělesem {\displaystyle T} (např. reálných čísel), a lineární zobrazení {\displaystyle f:T^{n}\to T^{m}} dané {\displaystyle f({\boldsymbol {u}})={\boldsymbol {Au}}}.
- Hodnost matice je nezáporné celé číslo a nepřesahuje ani jeden z jejich rozměrů {\displaystyle m} a {\displaystyle n}. Formálně: {\displaystyle 0\leq \operatorname {rank} {\boldsymbol {A}}\leq \min\{m,n\}}

- Pouze nulová matice má nulovou hodnost.

- Jednotková matice {\displaystyle \mathbf {I} _{n}} řádu {\displaystyle n} má plnou hodnost {\displaystyle n}.

- Čtvercová matice řádu {\displaystyle n} je regulární, právě když má hodnost {\displaystyle n} (tj. plnou hodnost).

- Matice {\displaystyle {\boldsymbol {A}}} má hodnost 1, právě když existují nenulové vektory {\displaystyle {\boldsymbol {c}}\in K^{m}} a {\displaystyle {\boldsymbol {r}}\in K^{n}} takové, že: {\displaystyle {\boldsymbol {A}}={\boldsymbol {cr}}^{\mathrm {T} }}.

- Pro transponovanou matici platí {\displaystyle \operatorname {rank} ({\boldsymbol {A}}^{\mathrm {T} })=\operatorname {rank} {\boldsymbol {A}}}, čili hodnost transponované matice je stejná jako hodnost původní matice.

- Rozšíření pro reálné matice: Hodnost matice {\displaystyle {\boldsymbol {A}}} a přidružené Gramovy matice se shodují:

{\displaystyle \operatorname {rank} {\boldsymbol {A}}=\operatorname {rank} ({\boldsymbol {A}}^{\mathrm {T} }{\boldsymbol {A}})=\operatorname {rank} ({\boldsymbol {AA}}^{\mathrm {T} })=\operatorname {rank} ({\boldsymbol {A}}^{\mathrm {T} })}
Rovnost vyplývá ze skutečnosti, že obě matice mají shodná jádra. Jádro Gramovy matice obsahuje vektory {\displaystyle {\boldsymbol {u}}}, pro které platí {\displaystyle {\boldsymbol {A}}^{\mathrm {T} }{\boldsymbol {Au}}={\boldsymbol {0}}}, a následně i: {\displaystyle 0={\boldsymbol {u}}^{\mathrm {T} }{\boldsymbol {A}}^{\mathrm {T} }{\boldsymbol {Au}}=\left|{\boldsymbol {Au}}\right|}
- Pro hodnost komplexní matice {\displaystyle {\boldsymbol {A}}} a její hermitovské transpozice {\displaystyle {\boldsymbol {A^{\mathrm {H} }}}} platí:

{\displaystyle \operatorname {rank} {\boldsymbol {A}}=\operatorname {rank} ({\boldsymbol {A}}^{\mathrm {H} })=\operatorname {rank} ({\boldsymbol {A}}^{\mathrm {H} }{\boldsymbol {A}})=\operatorname {rank} ({\boldsymbol {AA}}^{\mathrm {H} })}
- Subaditivita: Pro matice {\displaystyle {\boldsymbol {A}}} a {\displaystyle {\boldsymbol {B}}} stejných rozměrů platí: {\displaystyle \operatorname {rank} ({\boldsymbol {A}}+{\boldsymbol {B}})\leq \operatorname {rank} {\boldsymbol {A}}+\operatorname {rank} {\boldsymbol {B}}}. V důsledku toho lze každou matici hodnosti {\displaystyle k} zapsat jako součet {\displaystyle k} matic hodnosti 1, ale ne méně.

- Součinem matic se hodnost nezvýší: {\displaystyle \operatorname {rank} ({\boldsymbol {AB}})\leq \min\{\operatorname {rank} {\boldsymbol {A}},\operatorname {rank} {\boldsymbol {B}}\}}. Rovnost nastává v případě, kdy alespoň jedna z matic je regulární.

- Věta o dimenzích jádra a obrazu: Součet hodnosti matice a dimenze jejího jádra je roven počtu jejích sloupců, formálně: {\displaystyle \operatorname {rank} {\boldsymbol {A}}+\dim(\ker {\boldsymbol {A}})=n}.

- Sylvesterova nerovnost pro hodnost matic: Je-li {\displaystyle {\boldsymbol {A}}} matice typu {\displaystyle m\times n} a matice {\displaystyle {\boldsymbol {B}}} je typu {\displaystyle n\times p}, potom platí:

{\displaystyle \operatorname {rank} {\boldsymbol {A}}+\operatorname {rank} {\boldsymbol {B}}-n\leq \operatorname {rank} ({\boldsymbol {AB}})}
Uvedená nerovnost vyplývá z věty o dimenzích jádra a obrazu a nerovnosti {\displaystyle \dim(\ker {\boldsymbol {AB}})\leq \dim(\ker {\boldsymbol {A}})+\dim(\ker {\boldsymbol {B}})}. Zároveň je speciálním případem následující Frobeniovy nerovnosti.
- Frobeniova nerovnost: Je-li definován součin {\displaystyle {\boldsymbol {ABC}}}, pak platí:

{\displaystyle \operatorname {rank} ({\boldsymbol {AB}})+\operatorname {rank} ({\boldsymbol {BC}})\leq \operatorname {rank} {\boldsymbol {B}}+\operatorname {rank} ({\boldsymbol {ABC}})}
- Matice {\displaystyle {\boldsymbol {A}}} má hodnost {\displaystyle k}, právě když  když existují regulární matice {\displaystyle {\boldsymbol {L}}} řádu {\displaystyle m} a {\displaystyle {\boldsymbol {R}}} řádu {\displaystyle n} takové, že platí:

{\displaystyle {\boldsymbol {LAR}}={\begin{pmatrix}\mathbf {I} _{k}&{\boldsymbol {0}}\\{\boldsymbol {0}}&{\boldsymbol {0}}\\\end{pmatrix}}},
kde {\displaystyle \mathbf {I} _{k}} je jednotková matice řádu {\displaystyle k}.
- Lineární zobrazení je prosté (injektivní), právě když matice zobrazení má hodnost rovnu počtu sloupců: {\displaystyle \operatorname {rank} {\boldsymbol {A}}=n}. (V tomto případě se o matici říká, že má plnou sloupcovou hodnost.)

- Lineární zobrazení je na (surjektivní), právě když  matice zobrazení má hodnost rovnu počtu řádků: {\displaystyle \operatorname {rank} {\boldsymbol {A}}=m}. (Čili matice má plnou řádkovou hodnost.)

- Lineární zobrazení {\displaystyle f} je bijektivní, právě když je matice zobrazení regulární. Zobrazení inverzní k {\displaystyle f} odpovídá matici {\displaystyle {\boldsymbol {A}}^{-1}}.

- Věta o dimenzích jádra a obrazu pro lineární zobrazení: Pro hodnost a dimenzi jádra lineárního zobrazení {\displaystyle f:U\to V} platí:

{\displaystyle \dim V=\operatorname {rank} f+\dim(\ker f)}.

## Použití
Hodnost matice využívá Frobeniova věta pro rozhodnutí, zdali má soustava lineárních rovnic alespoň jedno řešení, což nastává právě když se hodnost rozšířené matice shoduje s hodností matice soustavy. Řešení je jednoznačné, právě když se hodnost shoduje s počtem neznámých. Jinak má obecné řešení {\displaystyle k} volných parametrů, kde {\displaystyle k} je rozdíl mezi počtem proměnných a hodností. V tomto případě (a za předpokladu, že soustava rovnic je dána o oboru v reálných nebo komplexních číslech) má soustava nekonečně mnoho řešení.
V teorii řízení může být hodnost matice použita k určení, zda je lineární systém kontrolovatelný nebo pozorovatelný.
V oblasti komunikační složitosti platí, že hodnost komunikační matice funkce udává mez na množství komunikace potřebné pro výpočet této funkce dvěma stranami.

## Terminologie
Pokud má čtvercová matice plnou hodnost, čili pokud je tato rovna jejímu řádu, jde o regulární matici. Její řádky jsou lineárně nezávislé, a matice má nenulový determinant a všechna vlastní čísla jsou nenulová. 
V opačném případě se matice nazývá singulární. Její řádky jsou lineárně závislé a její determinant je roven nule.